# Velji Lug
Velji Lug (en serbe cyrillique : Вељи Луг) est un village de Bosnie-Herzégovine. Il est situé dans la municipalité de Višegrad et dans la république serbe de Bosnie. Selon les premiers résultats du recensement bosnien de 2013, il compte 156 habitants.

## Histoire
Pendant la guerre de Bosnie-Herzégovine, des formations paramilitaires serbes ont attaqué et incendié des maisons bosniaques dans le village. Le 25 juillet 1992, Boban Šimšić (bs), avec un groupe d'une dizaine de membres de l'armée et de la police serbes, a participé à l'attaque de la colonie de Veli Lug. Sept personnes ont été tuées dans l'attaque, tandis que les maisons et les commerces des Bosniaques ont été incendiés. À cette occasion, des dizaines de civils bosniaques ont été arrêtés et détenus illégalement dans les locaux de l'école primaire Hasan Veletovac à Višegrad,,.

## Démographie

### Évolution historique de la population dans la localité
| 1948 | 1953 | 1961 | 1971 | 1981 | 1991 | 2013 |
| ---- | ---- | ---- | ---- | ---- | ---- | ---- |
| -    | -    | 407  | 385  | 342  | 310  | 156  |

|  |